# Liste der Bodendenkmäler in Igling
Auf dieser Seite sind die Bodendenkmäler in der oberbayerischen Gemeinde Igling zusammengestellt. Diese Tabelle ist eine Teilliste der Liste der Bodendenkmäler in Bayern. Grundlage ist die Bayerische Denkmalliste, die auf Basis des Bayerischen Denkmalschutzgesetzes vom 1. Oktober 1973 erstmals erstellt wurde und seither durch das Bayerische Landesamt für Denkmalpflege geführt wird. Die folgenden Angaben ersetzen nicht die rechtsverbindliche Auskunft der Denkmalschutzbehörde.

## Bodendenkmäler in Igling
| Lage                              | Objekt | Akten-Nr.     | Bild           |
| --------------------------------- | --- | ------------- | -------------- |
| (Standort)                        | Verebnete Grabhügel mit Kreisgräben vorgeschichtlicher Zeitstellung. | D-1-7830-0171 |                |
| (Standort)                        | Burgstall des hohen und späten Mittelalters (Burgstall Stoffersberg). | D-1-7930-0001 | Burgstall      |
| (Standort)                        | Grabhügel vorgeschichtlicher Zeitstellung. | D-1-7930-0004 | Bodendenkmal   |
| (Standort)                        | Siedlung vorgeschichtlicher Zeitstellung, u. a. der älteren Latènezeit. | D-1-7930-0010 |                |
| (Standort)                        | Wall-Graben-Werk vor- und frühgeschichtlicher Zeitstellung. | D-1-7930-0011 |                |
| (Standort)                        | Reihengräberfeld des frühen Mittelalters. | D-1-7930-0016 |                |
| (Standort)                        | Siedlung der römischen Kaiserzeit. | D-1-7930-0023 |                |
| (Standort)                        | Grabhügel vorgeschichtlicher Zeitstellung sowie Siedlung vor- und frühgeschichtlicher Zeitstellung.                                                                            | D-1-7930-0024 |                |
| (Standort)                        | Siedlung vor- und frühgeschichtlicher Zeitstellung. | D-1-7930-0025 |                |
| (Standort)                        | Siedlung vor- und frühgeschichtlicher Zeitstellung. | D-1-7930-0027 |                |
| (Standort)                        | Siedlung vor- und frühgeschichtlicher Zeitstellung. | D-1-7930-0029 |                |
| (Standort)                        | Verebnete Grabhügel vorgeschichtlicher Zeitstellung. | D-1-7930-0030 |                |
| (Standort)                        | Villa rustica der römischen Kaiserzeit. | D-1-7930-0033 |                |
| (Standort)                        | Siedlung mit Kirche und Körpergräbern des frühen Mittelalters sowie Brandgräber der Urnenfelderzeit oder Hallstattzeit und Hofwüstung der frühen Neuzeit.                      | D-1-7930-0034 |                |
| (Standort)                        | Siedlung vor- und frühgeschichtlicher Zeitstellung. | D-1-7930-0038 | Bodendenkmal   |
| (Standort)                        | Verebneter Grabhügel vorgeschichtlicher Zeitstellung. | D-1-7930-0054 |                |
| (Standort)                        | Siedlung vor- und frühgeschichtlicher Zeitstellung, u. a. der Bronzezeit und der römischen Kaiserzeit, sowie Brandgräber der Urnenfelderzeit.                                  | D-1-7930-0057 |                |
| (Standort)                        | Straße der römischen Kaiserzeit (Teilstück der Trasse Augsburg–Füssen). | D-1-7930-0059 |                |
| (Standort)                        | Verebneter Grabhügel vorgeschichtlicher Zeitstellung. | D-1-7930-0060 |                |
| (Standort)                        | Siedlung vor- und frühgeschichtlicher Zeitstellung. | D-1-7930-0062 |                |
| Oberiglinger Straße 32 (Standort) | Untertägige spätmittelalterliche und frühneuzeitliche Befunde im Bereich der katholischen Pfarrkirche St. Peter und Paul in Oberigling und ihrer Vorgängerbauten.              | D-1-7930-0064 | weitere Bilder |
| (Standort)                        | Untertägige mittelalterliche und frühneuzeitliche Befunde im Bereich von Schloss Oberigling und seiner Vorgängerbauten mit barocker Gartenanlage.                              | D-1-7930-0065 | weitere Bilder |
| Kirchgasse 1 (Standort)           | Untertägige mittelalterliche und frühneuzeitliche Befunde im Bereich der katholischen Pfarrkirche St. Johannes der Täufer in Unterigling und ihrer Vorgängerbauten.            | D-1-7930-0067 | weitere Bilder |
| Kapellenstraße 15 (Standort)      | Untertägige frühneuzeitliche Befunde im Bereich der katholischen Kapelle Mariä Heimsuchungbei Unterigling und ihres Vorgängerbaus.                                             | D-1-7930-0068 | weitere Bilder |
| Hauptstraße 12 (Standort)         | Untertägige mittelalterliche und frühneuzeitliche Befunde im Bereich der katholischen Pfarrkirche St. Johannes der Täufer in Holzhausen bei Buchloe und ihrer Vorgängerbauten. | D-1-7930-0070 | weitere Bilder |
| (Standort)                        | Straße der römischen Kaiserzeit (Teilstück der Trasse Augsburg–Füssen). | D-1-7930-0072 |                |
| Hauptstraße 22 (Standort)         | Untertägige frühneuzeitliche Befunde im Bereich des ehemaligen Schlosses Rudolfshausen in Holzhausen mit abgegangenem Wirtschaftshof.                                          | D-1-7930-0073 | weitere Bilder |
| Kapellenweg 5 (Standort)          | Untertägige frühneuzeitliche Befunde im Bereich der katholischen Rindenkapelle in Holzhausen.                                                                                  | D-1-7930-0074 |                |
| (Standort)                        | Hofwüstung (Stoffersberg) und abgegangene Kapelle des Mittelalters und der frühen Neuzeit (St. Jakob).                                                                         | D-1-7930-0076 |                |
| (Standort)                        | Untertägige Teile des Rüstungsbunkers Weingut II (siehe Welfen-Kaserne) der Kauferinger Außenlager des Konzentrationslagers Dachau (1944–1945).                                | D-1-7930-0077 |                |
| (Standort)                        | Untertägige Teile des KZ-Außenlager Kaufering II – Igling sowie der KZ-Friedhöfe Kaufering II und XI – Stadtwaldhof/Landsberg des Konzentrationslagers Dachau (1944–1945).     | D-1-7930-0078 | weitere Bilder |
| (Standort)                        | Grabhügel vorgeschichtlicher Zeitstellung. | D-1-7930-0080 |                |
| (Standort)                        | Grabhügel vorgeschichtlicher Zeitstellung. | D-1-7930-0081 |                |
| (Standort)                        | Untertägige Teile des Rüstungsbunkers Diana II der Kauferinger Außenlager des Konzentrationslagers Dachau (1944).                                                              | D-1-7830-0171 |                |